# 小池貴志
小池 貴志（こいけ たかし、1970年10月8日 - ）は、愛知県名古屋市港区出身の元プロ野球選手（投手）。右投右打。

## 経歴

### プロ入り前
正保小学校、港北中学校を経て星城高等学校に入学。
高校時代から投手として注目されていたが、3年生だった1988年6月に右肘を痛めたため、一時は野球を断念した。しかし右肘が回復したことを受け、「もう一度、自分の力を試してみたい」との理由から、同年11月13日に中日ドラゴンズがナゴヤ球場で実施した新人テストを受験、金子歩とともに基礎体力などの1次試験に合格した。同月中旬、浜松秋季キャンプに合流し、そこで行われた二次試験に合格、同年12月24日に練習生として中日に入団することが発表された。背番号は94。

### プロ入り後
1989年シーズンは練習生として過ごし、一軍（セントラル・リーグ）だけでなく二軍（ウエスタン・リーグ）でも登板機会はなかった。同年オフ、背番号を67に変更した。同年秋のアメリカ教育リーグでは金子とともに、入団後初の実戦登板を経験した。
1990年シーズンは年俸360万円だった。同シーズンも練習生扱いで在籍しており、一軍・二軍とも実戦登板機会はなかった。一方で『週刊ベースボール』1990年版では、小池は同年に支配下選手登録されたと解説されているが、同誌1991年版には、小池は1990年シーズンは練習生のため実戦登板がなかったという記述があり、また1992年版には過去3年間にわたって練習生として過ごしたという旨の記述がある。中日球団のファンブックによれば、小池は入団から2年間は打撃投手として下積みをしていた。同年11月28日には年俸340万円（前年と同額）で契約更改した。
1991年シーズンは当初、支配下選手登録されていたが、同年4月11日には近藤真一、中嶋治彦、辻本弘樹、富永章敬、加賀元、金子歩とともに支配下選手登録を外され「準支配下選手」として公示されており、同シーズンは準支配下選手扱いで在籍した扱いとなっている。同年も一軍・二軍とも登板機会はなかった。同年オフの黒潮リーグでは本人曰く「これが最後だと思ってガムシャラに投げた」といい、相手打者を次々に空振りさせる好投を披露した。本人はプロ生活での一番の思い出として、この黒潮リーグの横浜大洋ホエールズ戦で先発して勝利投手になったことを挙げている。その後、秋季キャンプでもブルペンで好投を見せていた。
1992年は支配下選手として在籍し、同シーズンの年俸は400万円だった。同年も出場機会はなく、12月2日付でNPBコミッショナーより自由契約選手として公示され、同年限りで中日を退団、現役を引退した。

### 引退後
引退後は1993年から中日の球団職員（室内練習場担当）に就任した。一方で打撃投手になると報じた新聞もある。2006年まで中日球団広報部に所属していたが、2007年1月1日付で営業部に異動となった。2019年4月時点では中日球団イベント推進部に所属し、ファームの営業を担当していた。またNPB12球団ジュニアトーナメントでは2023年・2024年に中日ドラゴンズジュニアのチーム代表を務めた。

## 選手としての特徴
中日時代は年長の同僚である与田剛や郭源治のように速球で勝負する投手を目標としていた。入団後は遠投98 mの強肩と速球の威力が武器で、高身長に加え、スタミナも十分であると評されており、鍛え方によっては十分将来の戦力になりうる投手と評されていた。一方で体力、技術面の向上が課題とされていた。

## 詳細情報

### 年度別投手成績
- 一軍公式戦出場なし

### 背番号
- 94（1989年）[2][38]
- 67（1990年 - 1992年）[38][1][22]